# Benita Asas

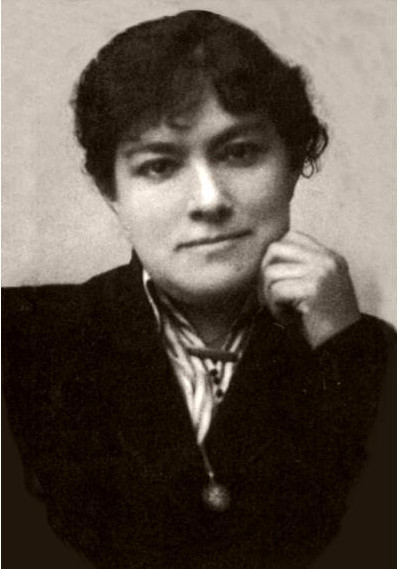
Benita Asas, um 1900

Benita Asas Manterola (* 4. März 1873 in San Sebastián; † 21. April 1968 in Bilbao) war eine spanische Lehrerin und Feministin.

## Leben
Asas studierte als freie Studentin in Valladolid auf Lehramt und erhielt im Oktober 1897 den Abschluss mit sehr guten Noten. Als Lehrerin war sie zunächst in Bilbao stationiert, bis sie 1902 an die öffentlichen Schulen im Madrider Stadtteil Vallehermoso wechselte.
1910 veröffentlichte sie ein Lehrbuch mit dem Titel Dios y el Universo. Libro de lectura instructiva para niños y niñas („Gott und das Universum. Lehrbuch für Kinder und Jugendliche“), das 1911 das Imprimatur des Bischofs von Madrid-Alcalá erhielt und 1916 auf seine Bitte hin als Schulbuch aufgenommen wurde. Fast wie ein Essay regt es die beiden jungen Protagonisten dazu an, über Religion und Heimat nachzudenken und Konventionen zu hinterfragen.
Am 15. Oktober 1913 gründete sie zusammen mit Pilar Fernández Selfa die Zeitung El Pensamiento Femenino, die sie von 1913 bis 1916 herausgab. Nach dem Ende dieser Zeitschrift schrieb Asas für die von Celsia Regis gegründete La Voz de la Mujer.
Von 1924 bis 1932 war sie Präsidentin des Verwaltungsrats der Asociación Nacional de Mujeres Españolas (ANME). 1929 nahm sie als Delegierte des Spanischen Frauenbundes an der vom Völkerbund einberufenen Versammlung in Genf teil, wo sie die Einberufung eines Weltfrauenkongresses als ein Instrument zur Vermeidung kriegerischer Auseinandersetzungen wie dem Ersten Weltkrieg vorschlug.
Während der Zweiten Republik legte Asas der Verfassungskommission in den Cortes ein Memorandum über das Frauenwahlrecht vor. Das Frauenwahlrecht wurde am 1. Oktober 1931 von den spanischen Cortes angenommen. Während des Bürgerkriegs blieb Asas in Madrid aktiv.
Nach dem Ende des Krieges beantragte sie am 12. April 1939 die Rückkehr in den Schuldienst. In den Berichten an die Überprüfungskommission (Comisión Superior Dictaminadora de Expedientes de Depuración) vom 1. und 7. Mai 1940 heißt es, dass Asas „die Frauenbewegung unterstützte, ohne ausreichend qualifiziert zu sein“ und dass sie „in früheren Zeiten zwar katholisch, aber vor der Revolution eine Linke gewesen wäre“. Am  21. November 1940 erklärte die Kommission den Verlust aller Gehälter, die sie nicht erhalten hatte, und das Verbot, ihren Beruf auszuüben oder leitende Positionen oder Vertrauensstellungen zu bekleiden.
Aus der Zeit nach ihrer Disqualifizierung bis zu ihrem Tod 1968 in Bilbao sind keine Veröffentlichungen oder politische Aktivitäten mehr überliefert und sie geriet in Vergessenheit. Erst mit der verstärkten Forschung zum Feminismus wurde ihre Person wieder in Bewusstsein gerufen.
In ihrer Heimatstadt San Sebastián ist ein Platz im Viertel Egia nach ihr benannt, in Bilbao eine Straße.